# Викторова, Анна Викторовна
Викторова, Анна (род. 27 апреля 1981) — российская оперная певица. Участница фонда Ирины Архиповой.

## Биография
Родилась в Москве в семье музыкантов. Окончила Московскую государственную консерваторию, класс Народного Артиста России Петра Ильича Скусниченко. Стажировалась в Академии молодых солистов Театра Ла Скала в Милане у Миреллы Френи, Ренато Брузона и Лучаны Серры; также занималась на мастерклассах Грейс Бамбри и Бригитты Фассбендер в Австрии. Выступала с концертами и участвовала в программах камерной и ораториальной музыки в Нидерландах, Швейцарии, Германии, Италии, Франци, Литве, Китае, Японии, Словении, а также в Астрахани, Омске, Новосибирске, Саратове, Якутске, Волгограде, Воронеже, Твери, Липецке, Смоленске, Санкт-Петербурге и Москве.
Сотрудничала с такими дирижёрами, как Михаил Плетнев, Владимир Федосеев,Фуат Мансуров,Исаак Карабчевский,Марко Боэми,Даниэле Рустиони, Густаво Дудамель и другими. Выступала на торжественном концерте-закрытии года России в Китае, на концертах в честь дней российской культуры во Франции и в Литве. Певица постоянно сотрудничает с Оперным Театром Московской Государственной консерватории, Фондом Ирины Архиповой, Домом-Музеем Николая Голованова, Благотворительным фондом «Возрождение Астраханского органа», Академическим хором Московского Государственного Университета.
Участвовала в оперных постановках:
- театра Ла Скала, г. Милан;
- театра Массимо, г. Палермо;
- театра Комунале, г. Болонья;
- Муниципального театра Сантьяго де Чили;
- Московского Музыкального театра имени Станиславского и Немировича-Данченко;
- Государственного академического Большого театра России;
- Латвийской национальной оперы;
- Новосибирского театра оперы и балета;
- оперного фестиваля Анна Ливия Дублин в Ирландии;
- фестиваля «МузикаРива» в Рива дель Гарда, Италия;
- оперного фестиваля имени Собинова в Саратове;
- оперного фестиваля «Ирина Архипова представляет..» в Челябинске и Якутске.